# Hydraecia brunnea
Hydraecia brunnea är en fjärilsart som beskrevs av Tutt 1891. Hydraecia brunnea ingår i släktet Hydraecia och familjen nattflyn. Inga underarter finns listade i Catalogue of Life.